# Seksuele geaardheid
De seksuele geaardheid is de aard van de seksuele aantrekking ervaren door een persoon, waaronder heteroseksualiteit, homoseksualiteit, biseksualiteit en aseksualiteit.
Verwante uitdrukkingen zijn seksuele oriëntatie, seksuele gerichtheid, seksuele voorkeur en seksuele identiteit. Sommige van deze uitdrukkingen kunnen worden gezien als synoniemen, maar er worden ook wel betekenisverschillen aan toegeschreven. Daarbij legt de term seksuele geaardheid (die aanvankelijk vooral door behoudende godsdienstige groeperingen werd gebruikt) de nadruk op het gevoel, de gedachten en de fantasieën; een aantal mensen gaf aan dat ze iemands 'homofiele' geaardheid best aanvaardden, maar er bezwaren tegen hadden als die geaardheid ook tot daadwerkelijke gelijkgeslachtelijke seksuele handelingen zou leiden.

## Gebruik
De Nederlandse algemene wet gelijke behandeling gebruikt de term gerichtheid. Volgens de toelichting van de regering omvat het begrip gerichtheid naast de gevoelens en voorkeuren van een persoon ook concrete uitingen, zodat het begrip gerichtheid—en dus ook de bescherming tegen onderscheid—ruimer is dan voorkeur en geaardheid. In januari 2023 stemde de Eerste Kamer met een aanpassing van artikel 1 Grondwet in. Sindsdien mag ook vanwege handicap en seksuele gerichtheid niet gediscrimineerd worden.
Het handvest van de grondrechten van de Europese Unie verbiedt in artikel 21 elke discriminatie op grond van seksuele gerichtheid.

## Indelingen
In de Kinsey-schaal uit 1948 wordt de seksuele geaardheid als een schaal voorgesteld met aan beide uiteinden hetero- en homoseksualiteit en biseksualiteit in het midden. Aseksualiteit wordt in deze schaal ook meegerekend, maar krijgt een plaats buiten het continuüm. Andere vormen plaatsen aseksualiteit soms op een verticale as, tegenover de horizontale as van de oriëntatie.
Deze indeling wordt echter ook bekritiseerd, omdat zij alleen rekening zou houden met het binaire geslachtsmodel; interseksecondities en mensen die zich non-binair voelen worden buiten beschouwing gelaten. Daarom wordt wel gepleit voor het gebruik van de termen androfilie en gynefilie, waarbij de nadruk ligt op de sekse van de personen tot wie men zich aangetrokken voelt, ongeacht de eigen sekse: een androfiel valt op mannen, een gynefiel valt op vrouwen. Deze indeling androfiel/gynefiel wordt echter nauwelijks gebruikt.
Verwant aan biseksualiteit is ook het begrip panseksualiteit. Anders dan biseksualiteit wordt begrepen dat zij die panseksueel zijn hun oriëntatie als “blind voor gender” ervaren. Er is echter een zekere overlap tussen beide oriëntaties.